# Les Chapardeurs sur l'eau
Les Chapardeurs sur l'eau (titre original : The Borrowers Afloat) est le troisième roman de la série Les Chapardeurs de l'écrivaine britannique Mary Norton, paru au Royaume-Uni en 1959 et en France en 1982 chez L'École des loisirs dans une traduction de Catherine Chaine.

## Résumé
Nous retrouvons la famille Horloge chez Tom Goodenough et son grand père (ceux-ci les ayant sauvés de la famille de gitan). Ils retrouvent leur famille (Tante Lupy, oncle Hendreary, Eggletina, etc.). Mais les retrouvailles sont de courte durée puisque les humains quittent la maison. Cela signifie donc que la vie des chapardeurs est en péril puisqu'ils vivent essentiellement des emprunts chez les humains, si ceux-ci déménagent, la famine s'installera. La famille Horloge décide donc de quitter la maison en lassant les autres derrière eux (les Hendreary ayant décidé de rester). Spiller les fera sortir de la maison par le tuyau de vidange de la maison et leur prêtera un bateau (une bouilloire) afin qu'ils rejoignent Little Fordam, une petite ville miniature adaptée aux chapardeurs. Arrivée à destination, la famille croise de nouveau le chemin de Mild Eye, le gitan du second tome. Ils réussiront à lui échapper une fois de plus. 

## Lieux
- Little Fordam : ville miniature. Ce village est une légende qui circule parmi les chapardeurs. Arietty en parle pour la première fois à son cousin Timmis.